# Flughafen Sofia

i8
i11
i13
Der Flughafen Sofia "Wassil Lewski" (bulgarisch Летище София "Васил Левски" Letischte Sofia "Wassil Lewski", früher auch Flughafen Sofia (bulgarisch Летище София Letischte Sofija), oder auch Flughafen Sofia-Vrazhdebna (bulgarisch Летище София-Враждебна Letischte Sofija-Wraschdebna), benannt nach der nördlich vom Flughafen liegenden Siedlung; IATA-Code: SOF, ICAO-Code: LBSF) ist ein bulgarischer Flughafen bei Sofia. Er ist der wichtigste Flughafen des Landes und Basis der bulgarischen Fluggesellschaft Bulgaria Air (FB/LZB), der irischen Ryanair (FR/RYR) und der ungarischen WizzAir (W6/WZZ). Bei seiner Eröffnung 1935 war der Flughafen Sofia der erste große internationale Flughafen Bulgariens. Im Jahr 2024 wurde er von 7,9 Millionen Fluggästen benutzt.
Daneben hat Bulgarien internationale Flughäfen in Warna, Burgas, Plowdiw und Gorna Orjachowiza.
Der Flughafen Sofia wird auch militärisch genutzt. Die bulgarischen Luftstreitkräfte nutzten ihn als Militärflugplatz 16. Transportfliegerbasis (16-та транспортна авиобаза [16-та ТрАБ] 16-ta transportna awiobasa [16. TrAB]).
Konzessionär des Flughafens Sofia ist ab dem 22. Juli 2020 das Sof Connect-Konsortium, das aus dem französischen Investmentfonds Meridiam (99 %) und der österreichischen Strabag (1 %) besteht. Die Konzessionsdauer beträgt 35 Jahre. Der Betreiber des Flughafens in den ersten 12 Jahren des Konzessionszeitraums wird Flughafen München GmbH (FMG) sein.

## Zivile Nutzung
Auf dem Gelände des Flughafens – zwischen den Terminals 1 und 2 – befindet sich ein großer Betrieb für Wartung, Überholung und Instandsetzung von Flugzeugen, der von Lufthansa Technik betrieben wird.
In neuerer Zeit stieß der Flughafen auf Größenengpässe und kam mit der heutigen Passagier- und Flugzeugzahl nicht mehr zurecht. Aus diesem Grund entschied man sich – nach Ausschluss vieler verschiedener Möglichkeiten, die sich bis zu 70 km von Sofia entfernt befunden hätten – den bestehenden Flughafen zu erweitern. Deshalb wurde am 27. Dezember 2006, pünktlich zum Beitritt Bulgariens in die EU, ein zweites Terminal eröffnet.

## Verkehrsanbindung

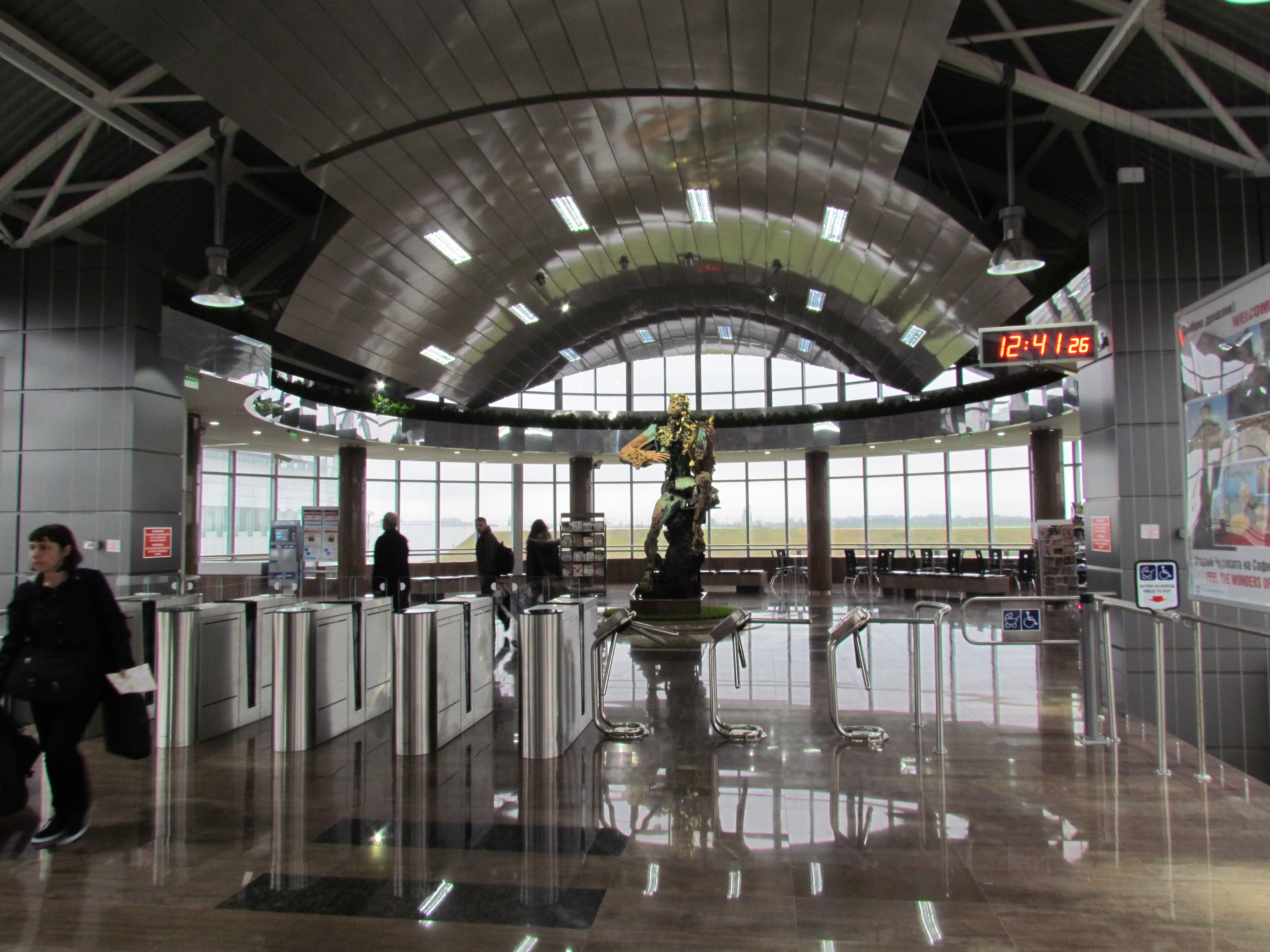
Blick aus der U-Bahn-Station zum Rollfeld

Der Flughafen liegt etwa 12 km östlich der Innenstadt von Sofia. Terminal 1 wird vom Zentrum aus über die alte Flughafenschnellstraße erreicht, zum Terminal 2 führt eine neue Ausfahrt 1 km vor Terminal 1.
Zwei Buslinien verbinden den Flughafen mit Sofias Innenstadt. Die Linie 84 verkehrt zwischen dem Hauptgebäude der Universität Sofia über Terminal 2 zum Terminal 1, alle 12 bis 45 Minuten zwischen 5:00 und 00:00 Uhr. Die Fahrzeit beträgt circa 35 Minuten.
Seit dem 2. April 2015 verfügt Terminal 2 über einen U-Bahnhof, dieser befindet sich oberirdisch östlich vom Terminalgebäude und ist über eine kurze Fußgängerbrücke zu erreichen. Die U-Bahn verkehrt zwischen 5:30 und 23:30 Uhr, die Fahrt zum zentralen Umsteigebahnhof Serdika dauert 28 Minuten.
In der Nacht zwischen 0:00 und 5:00 Uhr sind die beiden Terminals mit der Nachtbuslinie N4 alle 60 Minuten erreichbar.
Zwischen Terminal 1 und Terminal 2 verkehrt rund um die Uhr ein kostenloser Shuttle-Bus alle 30 Minuten tagsüber, abends alle 40 Minuten. Die Haltestellen sind ausgeschildert.

## Flugziele
Vom Sofioter Flughafen aus bedienen 30 Fluggesellschaften über 100 Flugziele, viele davon im deutschen, englischen und spanischen Raum. Im Sommerfahrplan 2023 sind 77 reguläre Verbindungen und 19 Charterverbindungen vorgesehen. Es bestehen Interkontinentalflüge in den Nahen Osten und nach Tunis. Im deutschsprachigen Raum werden Basel, Berlin-Brandenburg, Dortmund, Frankfurt, Genf, Hamburg, Karlsruhe/Baden-Baden, Köln/Bonn, Memmingen, München, Nürnberg, Wien und Zürich angeflogen.

## Ausbau
Am 31. August 2006 wurde am Flughafen Sofia eine neue Landebahn eröffnet, mit deren Bau Mitte 2005 begonnen wurde. Sie ist von der Länge her auch für große, moderne Flugzeuge wie den Airbus A380 geeignet, die alte Landebahn wird nur noch als Rollbahn weiter verwendet. Zudem baute die österreichische Baugesellschaft Strabag bis Ende 2006 ein neues Terminalgebäude. Dieses wird von einer neuen Schnellstraße erschlossen.
Der neue Betreiber SOF Connect plant einige Verbesserungen an den Terminals, so soll die Anzahl der Check-in-Schalter und der Sicherheitskontrollen erhöht werden, zudem werden 2.000 m² Verkaufsflächen und 3.400 m² Flächen für Restaurants, Bistros und Gastronomie umgebaut. Eine neue Lounge wurde bereits eröffnet und für die Abfertigung von größeren Flugzeugen laufen Planungen zum Bau von drei neuen Fahrgastbrücken.
Mittelfristig ist der Bau eines neuen Terminals 3 geplant, die Arbeiten werden voraussichtlich im Herbst 2026 beginnen. Das Gebäude wird sich direkt neben dem Terminal 2 befinden und mit diesem verbunden sein. Der neue Terminal wird über eine Kapazität von 20 Millionen Fluggäste jährlich verfügen.  Nach der Eröffnung soll der alte Terminal 1 nur noch für VIP- und Geschäftsflüge genutzt werden.

## Terminal 1

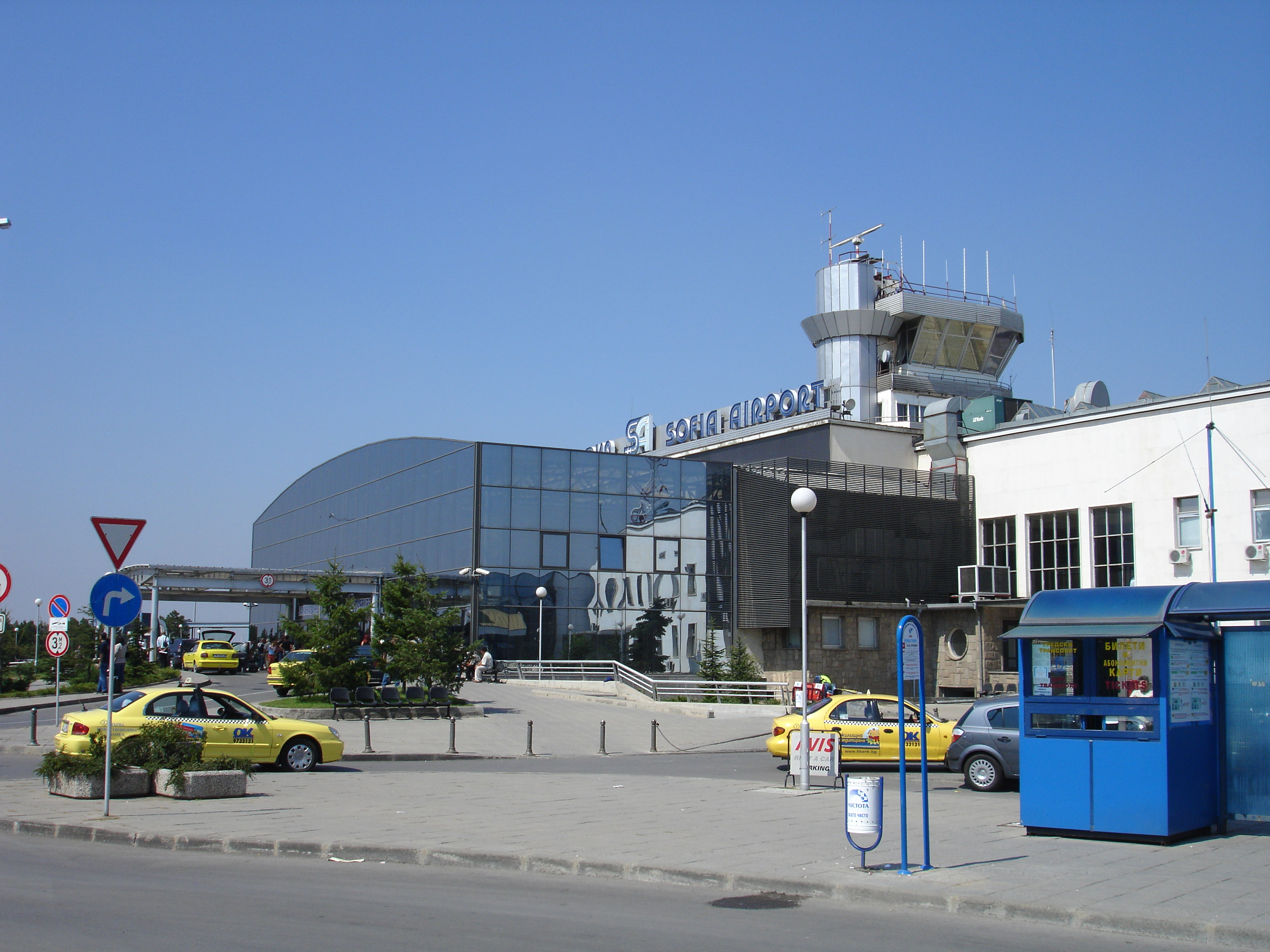
Außenansicht des Terminal 1

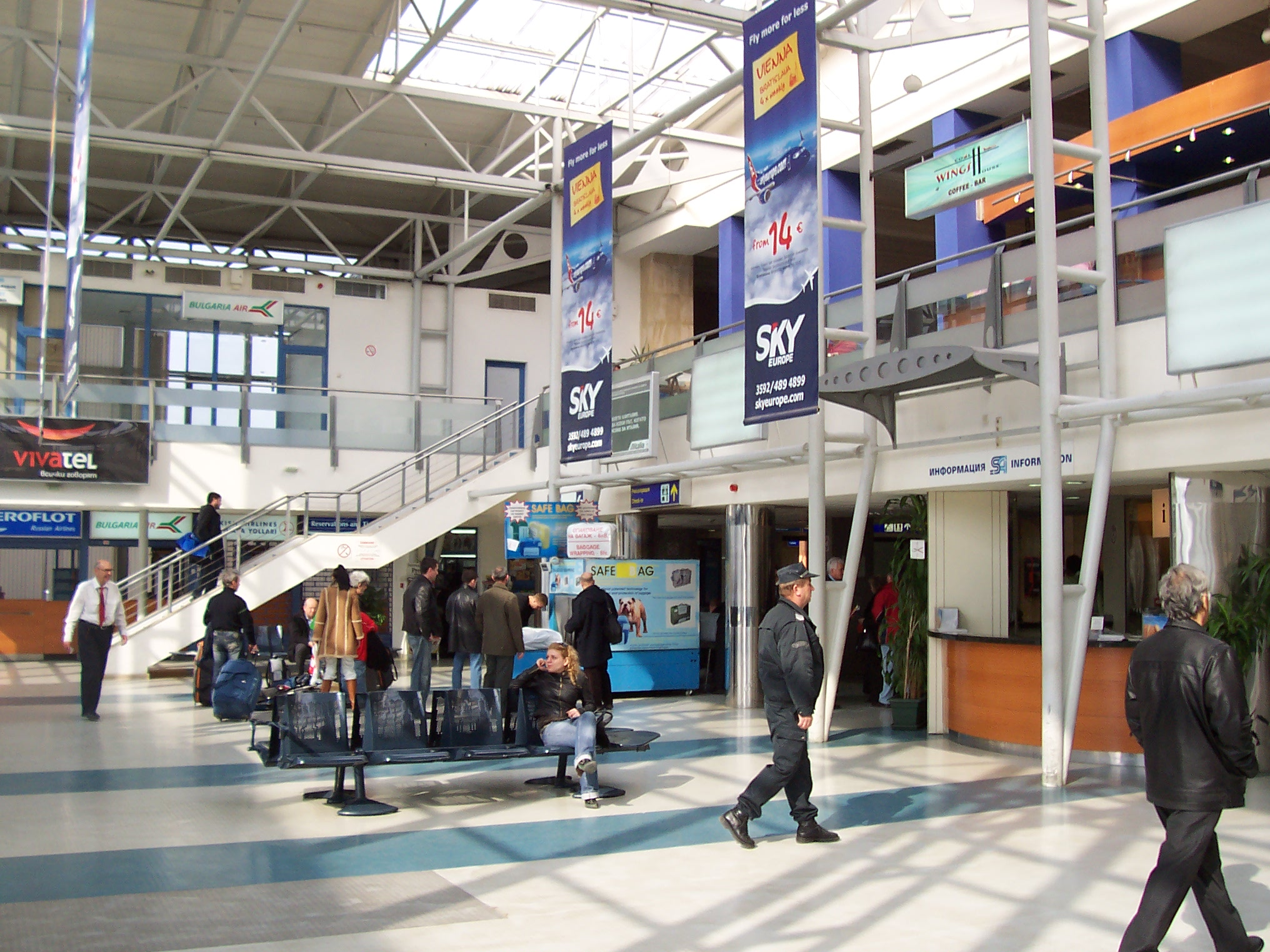
Der Abfliegerbereich des Terminal 1

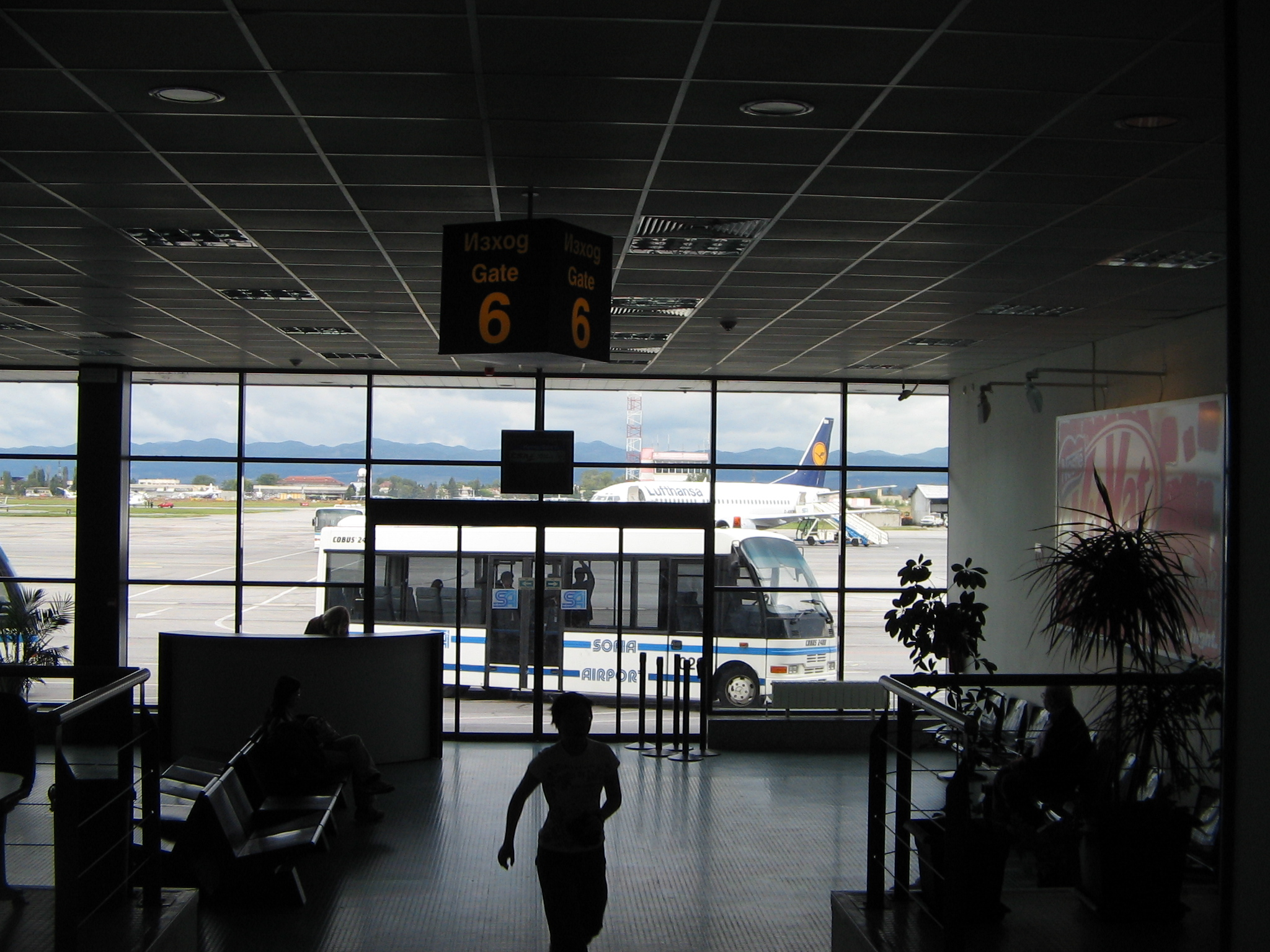
Der Wartebereich des Terminal 1

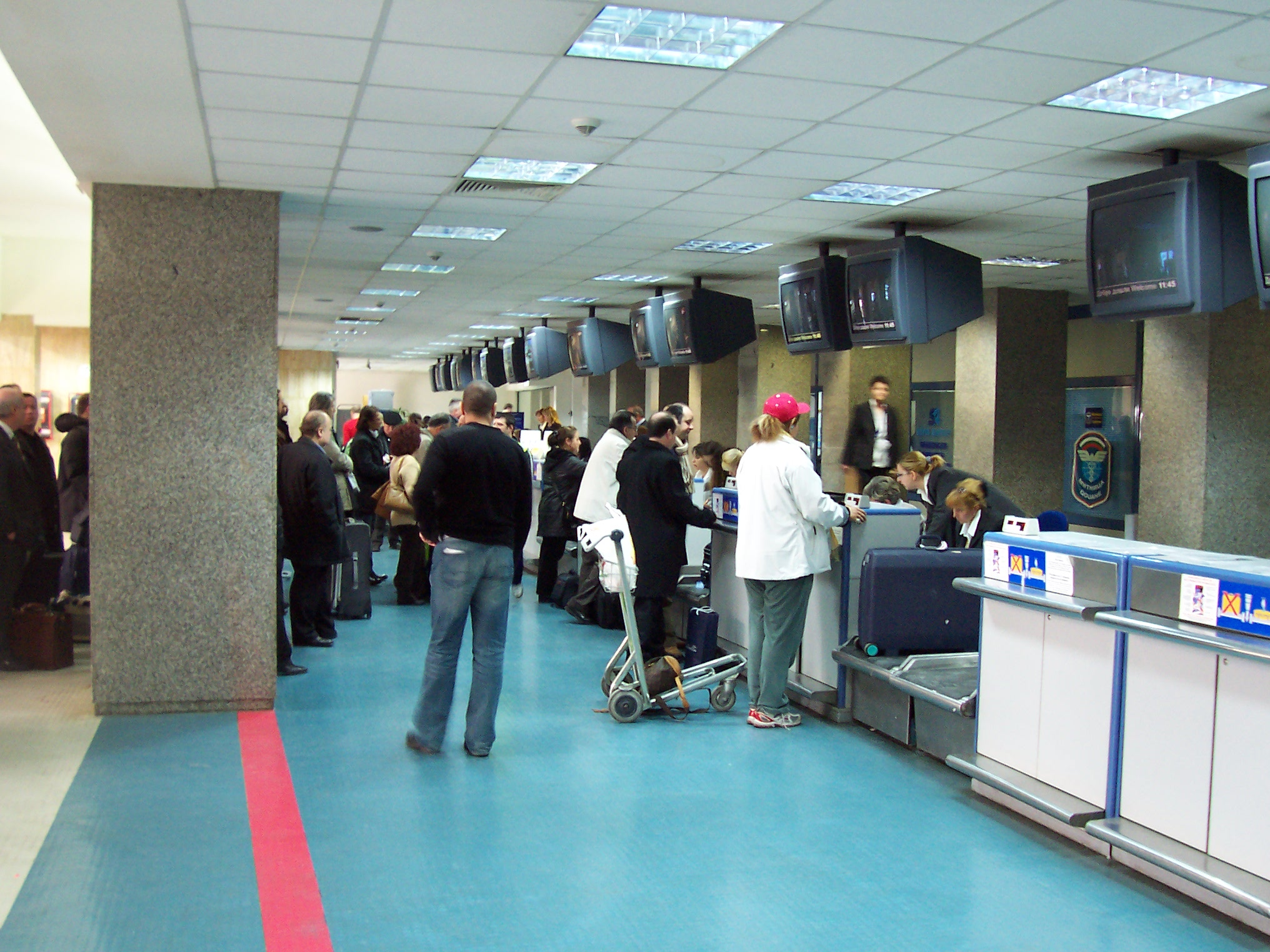
Der Check-in-Bereich des Terminal 1

Terminal 1 wurde 1935 eröffnet und diente von Anfang an sowohl als nationales als auch als internationales Terminal. Es war das erste große Terminalgebäude Bulgariens und zur damaligen Zeit eine wahre Verkehrssensation.
Das alte Terminal befindet sich am Ende der alten Flughafenstraße und bildet auch heute noch den Kern eines sich ständig vergrößernden Industriegebietes. In seiner Nachbarschaft befinden sich viele zum Flughafen gehörende Gebäude sowie eine Vielzahl von Anlagen und Komplexen, die direkt oder indirekt mit Luftfahrt zu tun haben.
Das Terminalgebäude besitzt sieben Ausgänge, durch die die Passagiere mithilfe von Shuttle-Bussen zu ihren Flugzeugen gebracht werden. Zudem verfügt das Terminal 1 über 20 Check-in-Schalter.
Der Terminal 1 hat eine klassische Zweiteilung, die vor allem auf kleinen Flughäfen in Osteuropa anzutreffen ist. Dabei befinden sich Abflieger- und Ankommerbereich in direkter Nachbarschaft zueinander, sind aber völlig voneinander getrennt.
Vor dem Terminal befindet sich ein offener, unbedeckter Parkplatz, der heute nur noch von vergleichsweise wenigen Kraftfahrzeugen genutzt wird.
Das Terminal wurde öfter um- und ausgebaut. Nach dem Zusammenbruch des kommunistischen Regimes in Bulgarien wurden vor allem die damals sehr strengen Grenzkontrollen bei Ein- und Ausreise nach westlichem Standard ab- bzw. umgebaut.
Zuletzt erhielt der Terminal einen neuen Vorbau des Check-in-Bereiches, wo heute auch die Infoschalter der Airlines untergebracht sind. Es handelt sich hierbei um eine moderne Glas-Stahl-Konstruktion. Im selben Stil wurde der Abholerbereich des Ankommergebäudes neu errichtet. Diese letzten Renovierungen liegen allerdings bereits zwanzig Jahre zurück.
Seit April 2007 dient der alte Terminal nur noch für die Flüge der Low-Cost-Airlines.

## Terminal 2

Außenansicht des Terminal 2

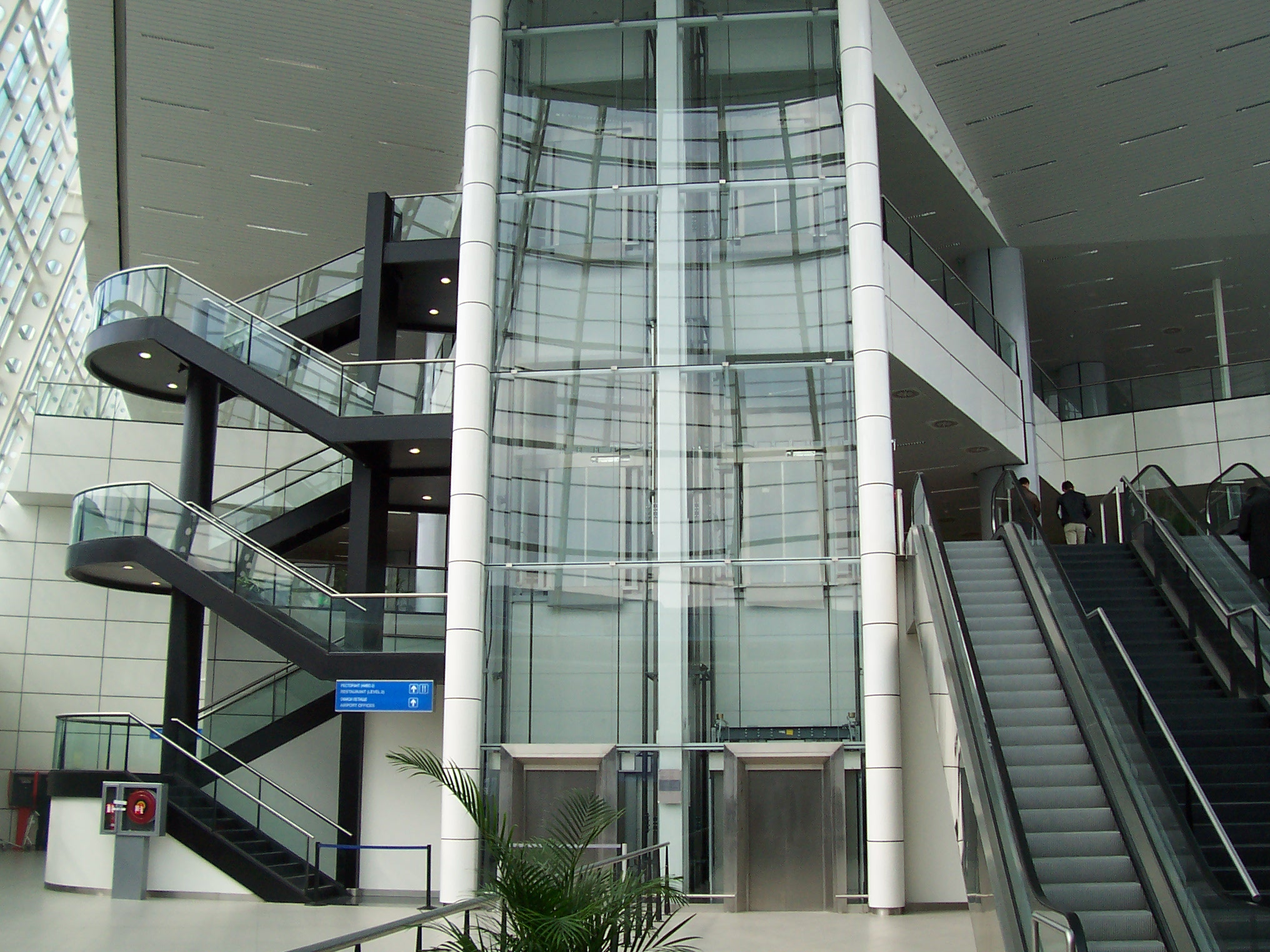
Der Zentralbereich des Terminal 2

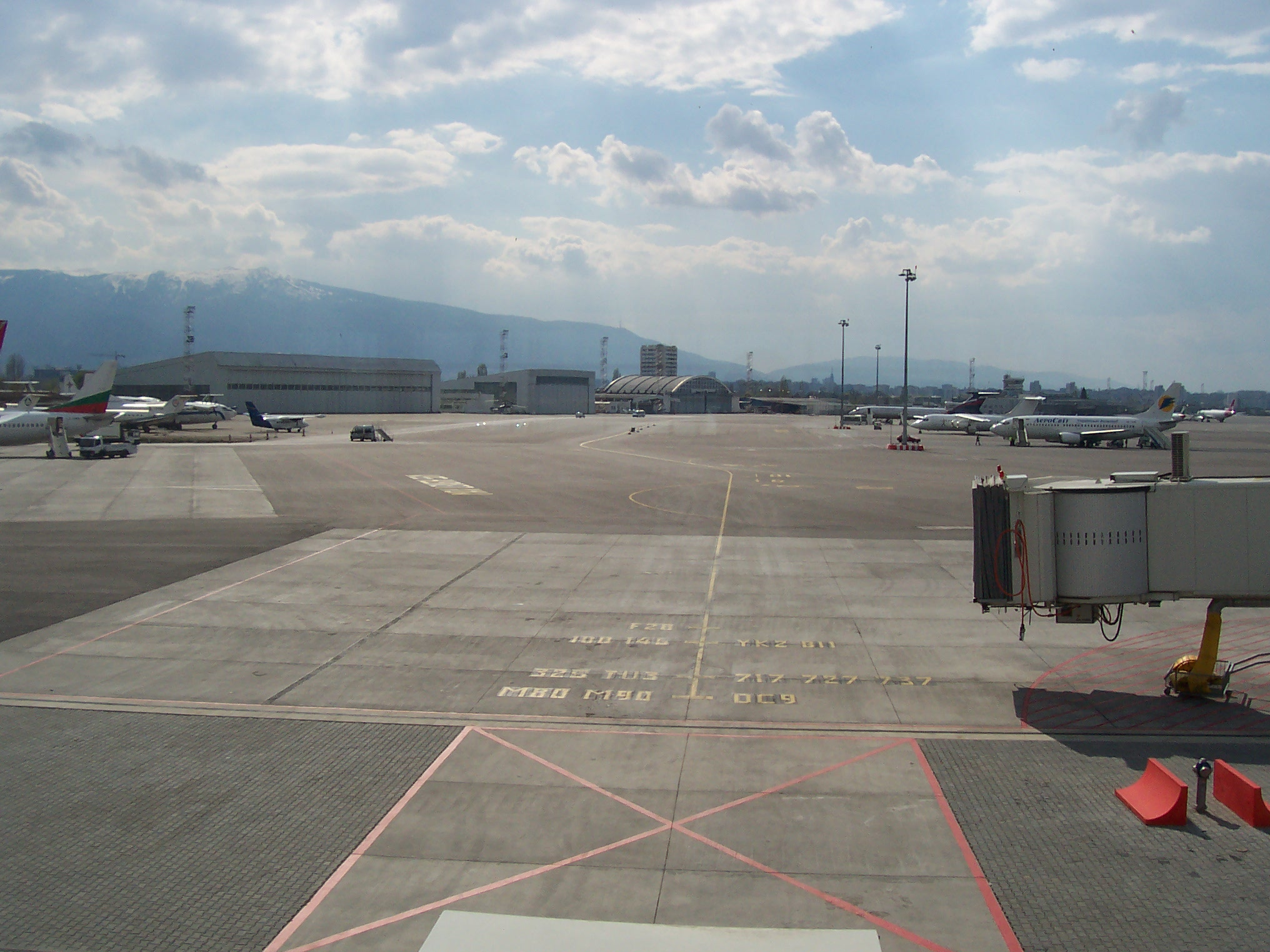
Das Rollfeld mit Hangars vor dem Terminal 2

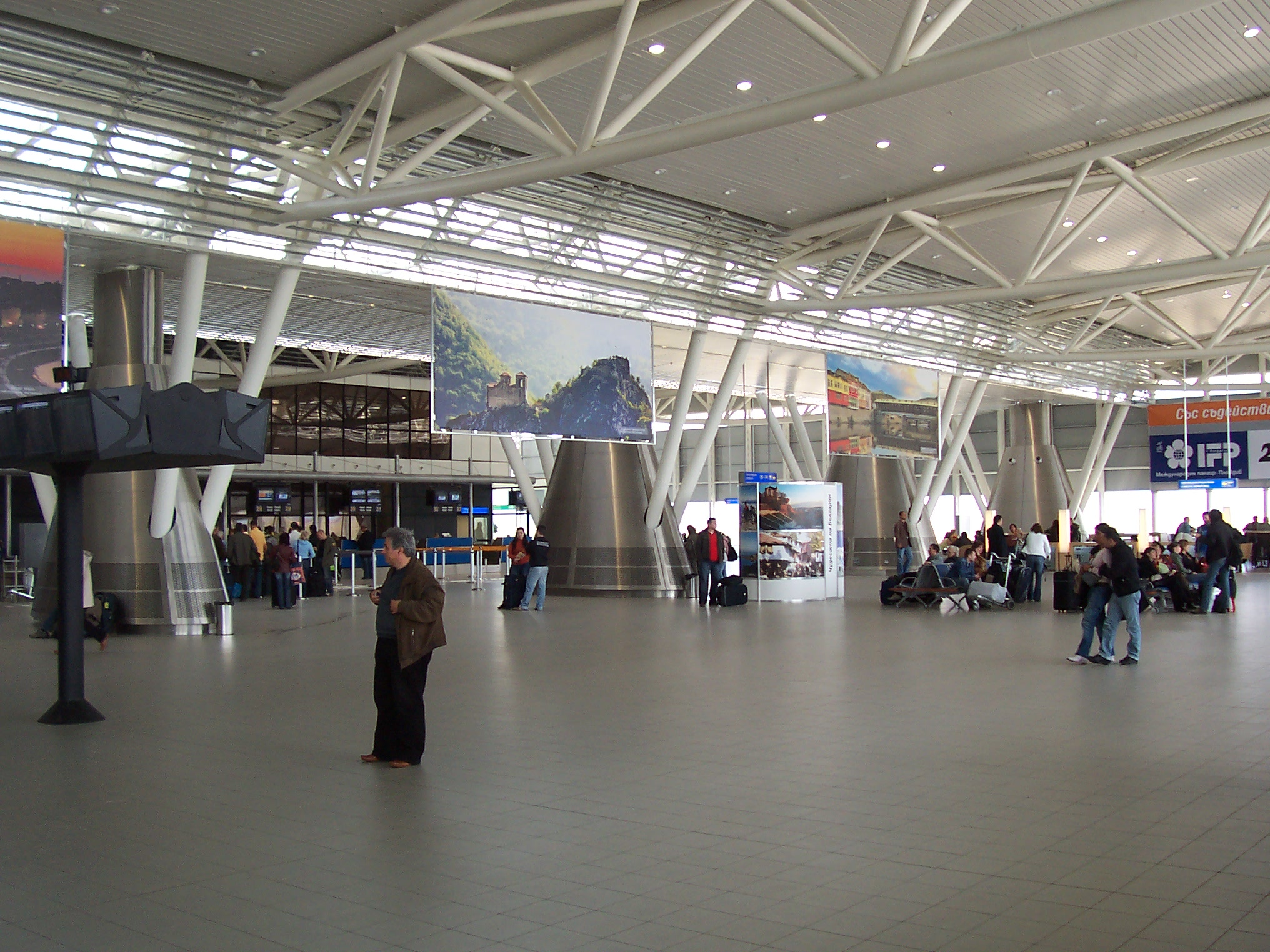
Der Abfliegerbereich des Terminal 2

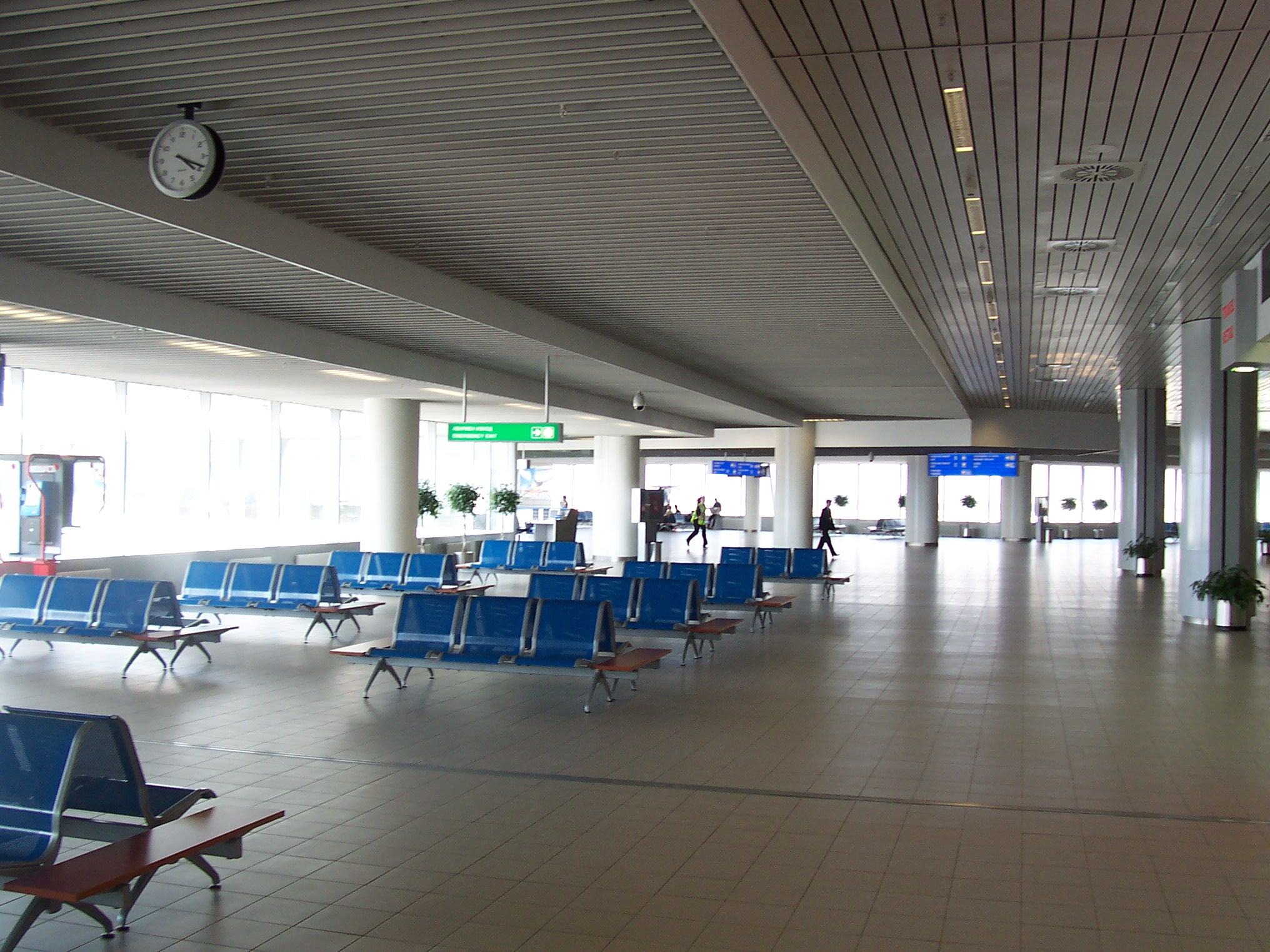
Der Wartebereich des Terminal 2

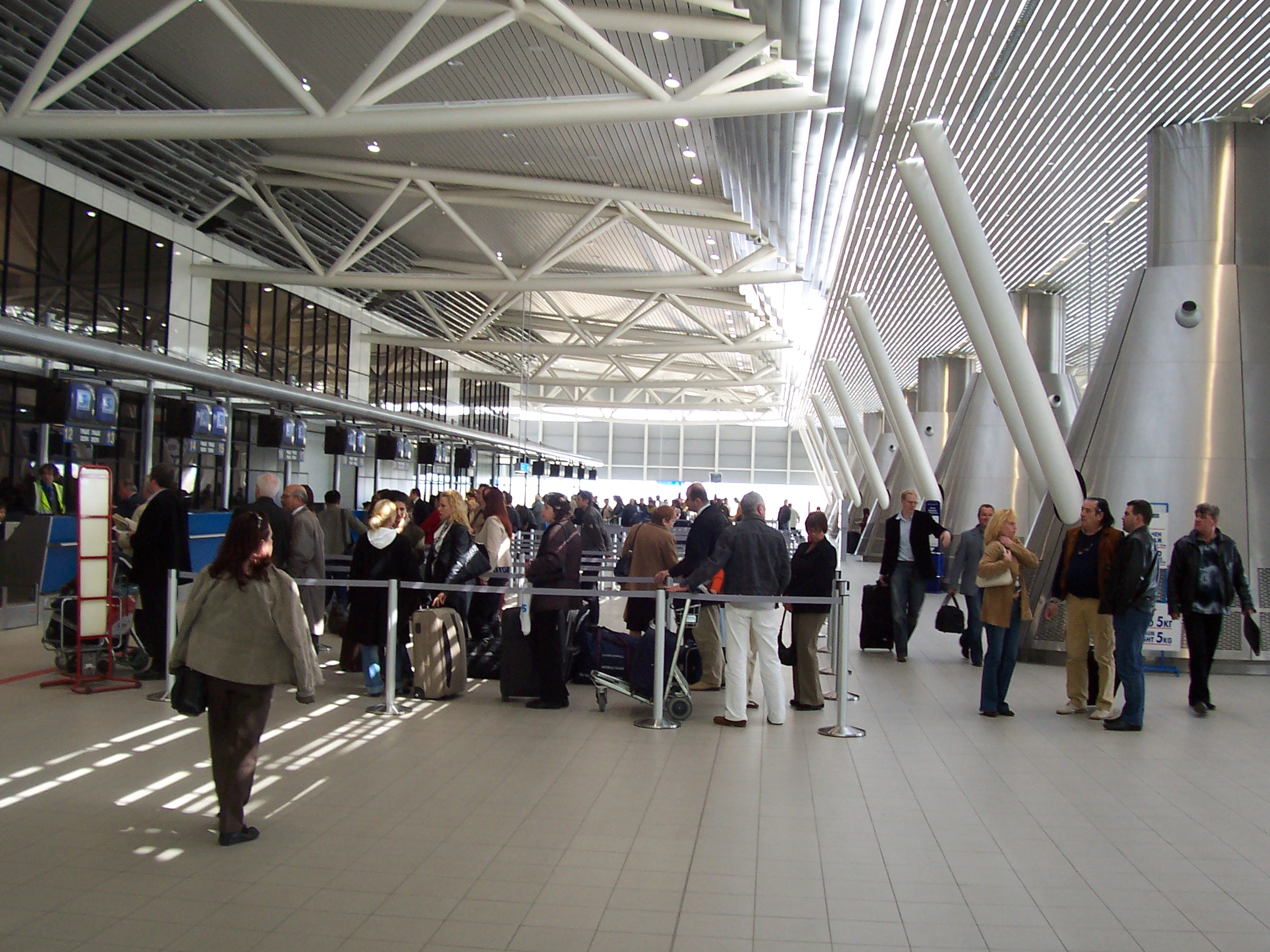
Der Check-in-Bereich des Terminal 2

Terminal 2 wurde bis November 2006 gebaut und offiziell am 27. Dezember 2006 feierlich eröffnet. Das erste am Terminal parkende Flugzeug war eine Maschine der Bulgaria Air (Flugnummer FB 408), die symbolisch aus Brüssel ankam. Das Terminalgebäude wurde von den Architekten Fröhlich und Locher entworfen.
Die Baukosten für den Terminal betrugen etwa 135 Millionen Euro, das war bis dahin eines der größten Projekte in Bulgarien, die aus Fonds des EU-ISPA-Programmes teilfinanziert wurden. In dieser Summe enthalten sind nicht nur die Kosten des neuen Terminalgebäudes, sondern auch die zusätzlichen neu gebauten Flugzeugparkpositionen, eine Erweiterung der bereits existierenden Parkpositionen und die neuen Rollbahnen, die der neue Terminal mit dem alten Gebäude und den beiden Startbahnen verbindet.
Der neue Terminal ist deutlich größer als das alte und befindet sich östlich von ihm. Es hat neben fünf Shuttle-Bus-Ausgängen (einer davon, getrennt von den anderen, für nationale Strecken und somit ohne Passkontrolle), sieben Fluggastbrücken oder Finger, sogenannte Gates, und ist damit Bulgariens erstes Flughafen-Terminal, bei dem die Passagiere nicht mehr nur über Shuttle-Busse zu ihrem Flugzeug gebracht werden. Zudem besitzt es 34 Check-in-Schalter und ist auf einer Gesamtfläche von knapp 50.000 m² erbaut worden.
Eine Tiefgarage auf vier Etagen und einer Kapazität von 820 PKW-Stellplätzen wurde ebenfalls errichtet. Er soll den heutigen PKW- und Buskapazitäten der Flughafenbesucher gerecht werden.
Der Terminal 2 hat einen modernen Aufbau. Durch die zeitgemäße Aufteilung besteht im Gegensatz zum alten Terminalgebäude die Möglichkeit, den gesamten öffentlichen Bereich zu betreten. Die Einrichtungen des neuen Terminals verteilen sich auf insgesamt drei Ebenen. Im Hauptbereich befindet sich ein großes Atrium, welches, wie auch der Rest des Gebäudes, von großen Panoramafenstern umgeben und somit vom Tageslicht durchflutet ist.
Da Terminal 2 Bulgariens erstes Terminalgebäude auf mehreren Passagier-Stockwerken ist, war es für die Architekten besonders wichtig, jede Ebene auch für behinderte Personen zugänglich zu machen. Aus diesem Grund sind alle Stockwerke des Terminals sowie die unterirdischen Etagen des Parkhauses mit Aufzügen, in den oberirdischen Terminal-Etagen zusätzlich auch noch mit Rolltreppen verbunden.
Der Strom für das Terminalgebäude und seine es umgebenden Einrichtungen wird zu einem Großteil aus Solarzellen auf dem Dach des Gebäudes gewonnen. Auf diese Weise wird der Terminal sehr energiesparend und umweltfreundlich betrieben.
Der neue Passagierterminal ist für eine Passagierkapazität von ungefähr 2000 pro Stunde und 2,6 Millionen pro Jahr ausgelegt. Gleichzeitig sollen in ihm 26.000 Tonnen Fracht umgeschlagen werden.
Im Sommer 2009 wurde auch das umgebaute Vorfeld vor Terminal 2 eröffnet. Auf einer Fläche von etwa 145 ha wurden ein Landschaftspark, ein Amphitheater für Konzerte, ein Beobachtungsturm und ein künstlicher See eröffnet. Der See ist durch eine Pumpenstation mit dem nah gelegenen Fluss Iskar verbunden. Auf dem Gelände zwischen dem Terminal und dem Park wurde im April 2015 die Endstation der Sofioter Metro errichtet.
Seit April 2007 dient der neue Terminal für die Flüge der nationalen und internationalen Linienfluggesellschaften.

## Verkehrszahlen
| Jahr | Fluggastaufkommen | Luftfracht (Tonnen) | Flugbewegungen |
| ---- | ----------------- | ------------------- | -------------- |
| 2024 | 7.992.702         | 21.887              | 65.764         |
| 2023 | 7.208.987         | 19.688              | 60.561         |
| 2022 | 6.003.653         | 20.528              | 53.722         |
| 2021 | 3.364.151         | 21.141              | 40.771         |
| 2020 | 2.937.846         | 23.042              | 35.954         |
| 2019 | 7.107.096         | 23.987              | 61.371         |
| 2018 | 6.962.040         | 22.251              | 60.771         |
| 2017 | 6.490.096         | 20.818              | 57.673         |
| 2016 | 4.979.760         | 20.886              | 51.829         |
| 2015 | 4.088.943         | 18.727              | 44.416         |
| 2014 | 3.815.158         | 17.741              | 42.120         |
| 2013 | 3.504.326         | 17.039              | 40.526         |
| 2012 | 3.467.455         | 16.249              | 40.806         |
| 2011 | 3.474.933         | 15.887              | 47.153         |
| 2010 | 3.296.936         | 15.322              | 47.061         |
| 2009 | 3.134.657         | 15.093              | 45.698         |
| 2008 | 3.230.696         | 18.294              | 48.626         |
| 2007 | 2.745.880         | 17.392              | 43.005         |
| 2006 | 2.209.350         | 15.241              | 38.119         |
| 2005 | 1.874.000         | 14.725              | 32.188         |

## Zwischenfälle
- Am 22. November 1952 missachteten die Piloten einer Lissunow Li-2P der TABSO (LZ-TUE), mit der ein Flug nach Warna mit Zwischenstopp in Gorna Orjachowiza durchgeführt werden sollte, in der Absicht, Zeit und Kraftstoff zu sparen, vorsätzlich das vorgegebene Abflugverfahren, welches das Fliegen einer Platzrunde vorsah, um an Höhe zu gewinnen. In der Folge befand sich die Maschine in unzureichender Höhe, als sie das Balkangebirge erreichte. Da der Flug bei starkem Schneefall durchgeführt wurde, konnten die Piloten nicht sehen, dass sie unmittelbar auf einen Berg zuflogen. Die Maschine prallte gegen die Flanke des Berges Weschen, etwa 20 Meter unterhalb des Gipfels. Alle 30 Insassen (26 Passagiere und 4 Besatzungsmitglieder) kamen dabei ums Leben (siehe auch Flugunfall der Lissunow Li-2 LZ-TUE der TABSO).
- Am 21. Dezember 1971 rollte eine Iljuschin Il-18W der Balkan Bulgarian Airlines (LZ-BES) nach dem Start unkontrolliert nach links und stürzte in eine Grünfläche links von der Startbahn. Die Unfalluntersuchung ergab, dass bei einer Wartung zuvor die Kabel für die Steuerung der Querruder vertauscht worden waren, was eine inverse Steuerung zur Folge hatte. Ein Steuerbefehl des Kapitäns nach rechts verursachte damit die Rollbewegung nach links. Von den 73 Insassen starben 28, darunter die Sängerin Pascha Christowa (siehe auch Flugunfall der Iljuschin Il-18 LZ-BES der Balkan Bulgarian Airlines).
- Am 22. November 1975 wurde eine Antonow An-24B der Balkan Bulgarian Airlines (Luftfahrzeugkennzeichen LZ-ANA) bei Schneefall für einen Flug nach Warna enteist. Nachdem die Maschine zum Start rollte, verzögerte sich der Start, da der Schnee auf der Startbahn durch Winterdienstfahrzeuge geräumt wurde. In dieser Zeit verstrich die Wirksamkeitsdauer der durchgeführten Enteisung. Als die Startbahn wieder freigegeben wurde und der Maschine die Startfreigabe erteilt wurde, gewann diese nach dem Start nicht an Höhe und stürzte hinter der Startbahn in den Graben des Flusses Iskar. Von den 45 Insassen der Maschine starben der Erste Offizier und zwei Passagiere, die nach dem Aufprall im Fluss ertranken (siehe auch Flugunfall der Antonow An-24 LZ-ANA der Balkan Bulgarian Airlines).
- Am 10. Januar 1984 kollidierte eine vom Flughafen Berlin-Schönefeld gestartete Tupolew Tu-134 der Balkan Bulgarian Airlines (LZ-TUR) im Landeanflug auf den Flughafen Sofia bei starkem Schneefall mit einer Stromleitung, nachdem die Piloten trotz fehlender Sicht unter die Entscheidungshöhe geflogen waren. Die Maschine zerschellte vier Kilometer von der Landebahn entfernt in den Kuhstall eines genossenschaftlichen Landwirtschaftsbetriebs. Bei diesem erneuten CFIT (Controlled flight into terrain) wurden alle 45 Passagiere sowie alle fünf Besatzungsmitglieder getötet. Spätere Enthüllungen zu dem Unfall ergaben, dass der Kapitän der Maschine von einem Inspektor der staatlichen bulgarischen Luftfahrtinspektion, der kurz vor dem Abflug der Maschine zugestiegen war, dazu gedrängt wurde, die Landung blind auszuführen (siehe auch Flugunfall der Tupolew Tu-134 LZ-TUR der Balkan Bulgarian Airlines).[15]

## Militärische und sonstige Nutzung
Auf dem militärischen Bereich nördlich der Landebahn sind verschiedene Verbände beheimatet:
- die Transportfliegerstaffel der Luftstreitkräfte 1/16-ta transportna awioeskadrila der 16. TrAB, ausgerüstet mit verschiedenen Transport- und Verbindungsflugzeugen
- einige Verbindungsflugzeuge des Hauptquartiers des Luftverteidigungskorps Korpust protiwowsduschna otbrana (KPWO, Корпус противовъздушна отбрана [КПВО])
- die Flugbereitschaft des bulgarischen Innenministeriums (Министерство на вътрешните работи), die mit verschiedenen Flugzeugen und Hubschraubern ausgerüstet ist
- die Flugbereitschaft HEMS (Helicopter Emergency Medical Services) des staatlichen Betreibers der Luftrettung Bulgaria Heli Med Service (България Хели Мед Сървиз) mit einem Rettungshubschrauber AgustaWestland A109 Trekker[16]